# Plymouth (software)
Plymouth è un'applicazione open source per l'animazione grafica dell'avvio di sistemi Linux. Supporta le animazioni tramite Direct Rendering Manager (DRM) e il driver KMS. Plymouth è dotato di un ramdisk iniziale che gli consente di funzionare prima che il file system venga montato. Alcune fonti, vorrebbero che il nome traesse origine da Plymouth Rock (o Roccia di Plymouth) in quanto simboleggerebbe il ruolo del programma come prima cosa che l'utente vede all'avvio della macchina. Questa versione però non trova conferma in nessuna fonte ufficiale.

## Storia
Lo sviluppo di Plymouth è iniziato nel maggio 2007 da Red Hat quale sostituto del Red Hat Graphical Boot (RHGB). Fedora 10 è stata la prima distribuzione a fornire Plymouth in modo predefinito quale sostituto di RHGB. Ubuntu lo ha incluso a partire dalla sua versione Ubuntu 10.04 LTS "Lucid Lynx".
Oggi, Plymouth, è adottato da molte distribuzioni Linux tra cui, a titolo d'esempio: Fedora, Ubuntu, Debian, Linux Mint, MX Linux e Manjaro Linux.

## Progetto
Plymouth è composto da due componenti principali:
- plymouthd, è il componente demone (o server) ed è responsabile della visualizzazione della grafica e della registrazione.
- plymouth, è il componente client che consente all'utente di controllare le impostazioni di Plymouth e gestisce lo sblocco dei dischi crittografati.[6]

Plymouth fornisce anche una libreria, libply.so, per consentire agli sviluppatori di creare applicazioni che interagiscono con il demone.